# El poeta danés
El poeta danés (en noruego: Den danske dikteren) es un cortometraje de animación de 2006 escrito, dirigido y animado por Torill Kove y narrado por Liv Ullmann. Una coproducción del National Film Board of Canada (NFB) y Mikrofilm AS de Noruega, ha ganado tanto el Oscar como el Genie Award al mejor cortometraje de animación.

## Sinopsis
La cinta trata sobre Kaspar Jørgensen, un poeta danés de la década de 1940 que busca inspiración. Por sugerencia de su psiquiatra, el Dr. Mørk, viaja a Noruega para conocer a la famosa autora Sigrid Undset. Sin embargo, después de llegar a Noruega, conoce a Ingeborg, la hija de un granjero, y se enamoran. Él le propone matrimonio, pero descubre que ella ya está comprometida, por deseo de su padre. Ella promete no cortarse el pelo hasta que se reúnan y Kaspar regresa a Dinamarca.
Más tarde, el marido de Ingeborg muere en un accidente e Ingeborg envía una carta a Kaspar. Sin embargo, el cartero la deja caer accidentalmente y esta nunca llega. Cuando Sigrid Undset muere, tanto Kaspar como Ingeborg viajan al funeral; se reencuentran y luego se casan y viven en Copenhague. Cuando Kaspar le dice a Ingeborg que ama su cabello largo, ella no se lo corta, pero cuando Kaspar tropieza con él y se rompe el pulgar, envía a buscar a su peluquera desde Noruega. En el camino, la peluquera se encuentra con un joven en el tren, que también viajaba a Copenhague para conocer a Kaspar, su poeta favorito. Los dos se enamoran y se revela que son los padres del narrador.

## Producción
Kove se involucró por primera vez con el National Film Board, una agencia del Gobierno de Canadá, después de su primer año en la Universidad Concordia en Montreal. Después de trabajar allí como asistente durante algunos años, escribió y publicó un guion, lo que la llevó a su carrera como directora y animadora. Había escrito el guion de The Danish Poet hacía algún tiempo, aunque dice que «realmente no puede recordar cuándo».
La producción se dividió entre Marcy Page, del National Film Board, y Lise Fearnley, de Mikrofilm AS en Noruega, y tomó aproximadamente tres años, aunque Kove se tomó un año libre por licencia de maternidad.
La cinta se realizó usando animación tradicional dibujada a mano, con lápiz sobre papel, y luego escaneada y coloreada digitalmente, con aproximadamente la mitad de la animación por Kove, y el resto dividido entre animadores en Montreal y Noruega. El estilo de Kove es simplista, y ella dice que es menos una elección de estilo específica que «simplemente [...] la única que sé hacer».  Los fondos fueron pintados por la artista de Montreal Anne Ashton. 
La narradora Liv Ullmann fue seleccionada para la película porque a Kove le gustó su voz y «pensó que su discurso sería adecuado para la historia»; ella reafirmó esto después del lanzamiento de la película, afirmando que Ullmann estaba «perfecta». Agradeció a Ullmann en su discurso de aceptación del Premio de la Academia, diciendo que «fue realmente asombroso de su parte participar en esto».

## Orígenes
Las primeras ideas de Kove para El poeta danés comenzaron cuando pasó por un período de autoevaluación; quería escribir una historia sobre lo que describió como cuando "llegas a un punto de inflexión o un hito y miras hacia atrás y piensas '¿cómo diablos llegué aquí?' [...] Y te das cuenta de que la respuesta está en algún lugar de una red compleja de todo tipo de cosas, como la composición genética, la crianza, las coincidencias, las elecciones que tomaste en el camino, las oportunidades perdidas y los golpes de suerte". Ella sintió que era una elección natural centrarse en una relación entre dos personas, "porque las relaciones, y especialmente las románticas, juegan un papel muy importante en la configuración de nuestras vidas y también, obviamente, en la creación de otras nuevas". 
Kove originalmente quería hacer una película biográfica, basada en una historia que su padre le contó: había soñado con ser artista y concertó una cita con un profesor de arte para preguntarle si era lo suficientemente bueno para triunfar en el mundo del arte. Sin embargo, se paró en lo alto de las escaleras y decidió no ir, finalmente decidió ir a la escuela de arquitectura (como querían sus padres) donde conoció a su esposa. La inspiración de Kove se inspiró en el hecho de que su existencia parecía depender de esa decisión, porque "si el artista hubiera dicho, 'Oh, debes pintar', ya sabes, entonces con toda probabilidad nunca habría conocido a mi madre, y, ya sabes, eso habría sido todo por mis posibilidades". Sin embargo, Kove sintió que la historia era demasiado personal y la reescribió para que fuera ficticia.

## Temas
El tema principal de la película muestra el efecto que la coincidencia y el azar pueden tener en el curso de la vida, como el mal tiempo, el perro enojado, las cabras hambrientas, las tablas resbaladizas y el cartero descuidado que cambian el curso de las vidas de Kaspar e Ingeborg —y muestra, como dice el sitio web de la película, que "factores aparentemente no relacionados pueden jugar un papel importante en el gran esquema de las cosas, después de todo". En una entrevista, Kove dijo que "lo que estoy tratando de transmitir es que creo que la vida es realmente una especie de viaje sinuoso ... mucho depende del azar". Sin embargo, Kove también ha dicho que le gustaría que la gente pudiera interpretar la cinta de diferentes maneras:
Me gustaría que se fueran pensando que es una cinta que se puede interpretar de más de una forma. Me alegro cuando escucho de personas que han visto el cortometraje que les hace pensar en el tipo de extrañeza donde encontramos inspiración para el arte y donde encontramos el amor, y el tipo de milagro de estar vivo y tener una vida. Me complace cuando la gente sale con eso.
También identifica varias subtramas de inspiración artística, ya que Kaspar "encuentra [inspiración] dentro de sí mismo", y no dentro de otro escritor, y un "subtexto ... sobre el nacionalismo y cuánto énfasis ponemos en el mundo occidental en los estereotipos y en qué país somos".

## Premios
El poeta danés recibió el Premio de la Academia al Cortometraje de Animación en la 79a Entrega de los Premios de la Academia en 2007, una segunda nominación al Oscar (y primera victoria) para Kove, quien fue nominada en 2000 por su primera película profesional, My Grandmother Ironed the King's. Camisas, también coproducida por la NFB. La victoria también marcó la primera película noruega en ganar un Oscar desde que Kon-Tiki de Thor Heyerdahl ganó el premio al mejor documental en 1952.
El poeta danés también ganó el premio al Mejor Corto de Animación en los 27th Genie Awards en 2007, y una adaptación de un libro ilustrado en noruego fue nominada para el Brage Prize 2007. También se incluyó en el Show de espectáculos de animación de 2006.